# Partido Nacional Esloveno
El Partido Nacional Esloveno (en esloveno: Slovenska nacionalna stranka; SNS) es un partido político nacionalista de Eslovenia, más a menudo clasificado como de extrema derecha.

## Historia
La fundación del partido por parte de su líder Zmago Jelinčič tuvo lugar el 17 de marzo de 1991. Entre 1992 y 2011 obtuvo representación parlamentaria en la Asamblea Nacional.

## Ideología
De ideología ultranacionalista y euroescéptica, ha incluido un discurso antiinmigratorio contra los refugiados y los migrantes llegados de otras antiguas repúblicas yugoslavas además de hacer gala de reclamaciones irredentistas sobre territorios en Austria, Croacia e Italia, que reconocen como parte de unos «condados eslovenos». Sus miembros también han llevado a cabo actos y declaraciones contra la minoría gitana. La ideología del partido ha sido fuertemente anticlerical y ha defendido una posición firme laicista.
Aunque el partido generalmente se niega a posicionarse dentro de un espectro político izquierda-derecha, su presidente Zmago Jelinčič Plemeniti se definió como izquierdista en una entrevista para la revista Mladina en 2000. Si algunas fuentes lo describen como un partido de izquierda, especialmente en el aspecto económico, la mayoría de ellos, sin embargo, lo consideran un partido de derecha o de extrema derecha. Según académicos de la Universidad de Liubliana, el SNS combina elementos de ideología de derecha e izquierda y no es estrictamente un partido de izquierda ni de derecha, pero sin embargo se inclina más hacia la izquierda.

## Resultados
| Fecha | Votos        | %     | Diputados | +/- | Estatus            |
| ----- | ------------ | ----- | --------- | --- | ------------------ |
| 1992  | 119.091 (#4) | 10,02 | 12/90     |     | Oposición          |
| 1996  | 34.422 (#7)  | 3,22  | 4/90      | 8   | Oposición          |
| 2000  | 47.214 (#7)  | 4,39  | 4/90      |     | Oposición          |
| 2004  | 60.750 (#6)  | 6,27  | 6/90      | 2   | Oposición          |
| 2008  | 56.832 (#5)  | 5,40  | 5/90      | 1   | Oposición          |
| 2011  | 19.786 (#8)  | 1,80  | 0/90      | 5   | Extraparlamentario |
| 2014  | 19.218 (#10) | 2,20  | 0/90      |     | Extraparlamentario |
| 2018  | 37.182 (#9)  | 4,17  | 4/90      | 4   | Oposición          |
| 2022  | 17.606 (#14) | 1,49  | 0/90      | 4   | Extraparlamentario |